# Epilepsia infantil familiar benigna
La epilepsia infantil familiar benigna (BFIE, por sus siglas en inglés) es un síndrome de epilepsia. Los niños afectados, que no tienen otros problemas de salud o de desarrollo, desarrollan convulsiones durante la infancia. Estas convulsiones tienen un origen focal dentro del cerebro, pero luego pueden propagarse para convertirse en convulsiones generalizadas. Las convulsiones pueden ocurrir varias veces al día, a menudo agrupadas en grupos durante uno a tres días seguidos de un intervalo de uno a tres meses. El tratamiento con medicamentos anticonvulsivos no es necesario, pero a menudo se prescriben y son efectivos para controlar las convulsiones. Esta forma de epilepsia se resuelve después de la edad de uno o dos años, y es completamente benigno. El EEG de estos niños, entre convulsiones, es normal. El cerebro parece normal en la resonancia magnética.
Una historia familiar de epilepsia en la infancia distingue este síndrome de la clasificación no familiar (ver epilepsia infantil benigna), aunque esta última puede ser simplemente casos esporádicos de las mismas mutaciones genéticas. La condición se hereda con una transmisión autosómica dominante. Hay varios genes responsables de este síndrome, en los cromosomas 2, 16 y 19. Generalmente se describe como idiopático, lo que significa que ninguna otra condición neurológica está asociada con él o lo causa. Sin embargo, hay algunas formas que están vinculadas a condiciones neurológicas. Una variante conocida como convulsiones y coreoatetosis infantiles (ICCA) forma una asociación entre la BFIE y la coreoatetosis cinesigénica paroxística y se ha relacionado con el gen PRRT2 en el cromosoma 16. También se ha encontrado una asociación con algunas formas de migraña hemipléjica familiar (FHM). La epilepsia infantil familiar benigna no está genéticamente relacionada con la epilepsia neonatal familiar benigna (BFNE), que ocurre en los recién nacidos. Sin embargo, se ha descrito una variación con inicio de convulsiones entre dos días y siete meses denominada convulsiones neonatales-infantiles familiares benignas (BFNIS, por sus siglas en inglés), que se debe a una mutación en el gen SCN2A.